# The Ritual Killer
Pour plus de détails, voir Fiche technique et Distribution.
The Ritual Killer est un film américain réalisé par George Gallo et sorti en 2023.

## Synopsis
Dans la petite ville de Clinton dans l'état du Mississippi, Lucas Boyd, inspecteur de la brigade des homicides, traque un tueur en série. Celui-ci semble perpétuer des crimes rituels. Lucas va alors faire appel à un professeur d'anthropologie, le Dr Mackles, pour mieux comprendre ces meurtres.

## Fiche technique
- Réalisation : George Gallo
- Scénario : Bob Bowersox, Jennifer Lemmon, Francesco Cinquemani, Giorgia Iannone, Luca Giliberto et Ferdinando Dell'Omo, d'après une histoire de Joe Lemmon, Francesco Cinquemani et Giorgia Iannone
- Musique : Tom Russbueldt
- Directeur de la photographie : Andrzej Sekuła
- Société de production : Iervolino & Lady Bacardi Entertainment
- Sociétés de distribution : Redbox Entertainment (en), Screen Media (en)
- Pays de production :  États-Unis
- Genre : action, thriller, policier
- Durée : 92 minutes
- Date de sortie : 10 mars 2023[Où ?]

## Distribution
- Morgan Freeman (VQ : Guy Nadon) : Dr Mackles
- Cole Hauser (VQ : Tristan Harvey) : l'inspecteur Lucas Boyd
- Vernon Davis (VQ : Fayolle Jean Jr.) : Randoku
- Giuseppe Zeno (en) (VQ : Adrien Bletton) : l'inspecteur Mario Lavazzi
- Murielle Hilaire (VQ : Sofia Blondin) : l'inspecteur Kersch
- Luke Stratte-McClure (VQ : Nicholas Savard-L'Herbier) : l'inspecteur Claussen
- Mayumi Roller (en) (VQ : Catherine Proulx-Lemay) : Deelie Boyd
- Brian Kurlander (VQ : Yves Soutière) : Shelby Farner
- Julie Lott : Dr Mannheim
- Destiny Loren : Katie Franklin
- Peter Stormare (VQ : Manuel Tadros) : le capitaine Marchand

 Source : version québécoise (VQ) sur Doublage.qc.ca